# Tetrardisia bifaria
Tetrardisia bifaria là một loài thực vật có hoa trong họ Anh thảo. Loài này được (C.T.White & W.D.Francis) C.T.White miêu tả khoa học đầu tiên năm 1933.